# Литва на зимних Олимпийских играх 2022
Литва на Зимних Олимпийских играх 2022 года была представлена 13 спортсменами в 4 видах спорта. Знаменосцами сборной на церемонии открытия стали фигуристы Паулина Раманаускайте и Дейвидас Кизала. На церемонии закрытия флаг Литвы пронёс лыжник Модестас Вайчулис. Литовским спортсменам не удалось завоевать олимпийских медалей.

## Состав сборной
Биатлон
1. Линас Банис
2. Кароль Домбровский
3. Томас Каукенас
4. Витаутас Строля
5. Габриэле Лещинскайте

 Горнолыжный спорт
1. Андрей Друканов
2. Габия Шинкунайте

 Лыжные гонки
1. Модестас Вайчулис
2. Таутвидас Строля
3. Иева Дайните
4. Эгле Савицкайте

 Фигурное катание
1. Дейвидас Кизала
2. Паулина Раманаускайте

## Результаты соревнований

### Биатлон
Большинство олимпийских лицензий на Игры 2022 года были распределены на основании комбинации лучших результатов выступления стран в зачёт Кубка наций в рамках Кубка мира 2020/2021 и Кубка мира 2021/2022. Результаты трёх лучших спортсменов от страны в шести спринтах, одной индивидуальной гонке, а также трёх эстафетах, одной смешанной эстафеты и одной одиночной смешанной эстафеты складываются, в результате чего сформировался рейтинг стран. По его результатам мужская сборная заняла 16-е место, а женская сборная 24-е место, получив право заявить на Игры 5 мужчин и 1 женщину.
Мужчины
| Соревнование         | Спортсмены                                                    | Стрельба                             | Время                                     | Место | Отставание |
| -------------------- | ------------------------------------------------------------- | ------------------------------------ | ----------------------------------------- | ----- | ---------- |
| спринт               | Линас Банис                                                   | 3 (1+2)                              | 28:05.8                                   | 90    | +4:05.4    |
| спринт               | Кароль Домбровский                                            | 1 (0+1)                              | 27:11.2                                   | 73    | +3:10.8    |
| спринт               | Томас Каукенас                                                | 2 (1+1)                              | 27:27.9                                   | 80    | +3:27.5    |
| спринт               | Витаутас Строля                                               | 2 (1+1)                              | 26:22.4                                   | 43    | +2:22.0    |
| гонка преследования  | Витаутас Строля                                               | 10 (2+3+1+4)                         | 48:47.8                                   | 58    | +9:40.3    |
| индивидуальная гонка | Линас Банис                                                   | 3 (1+1+0+1)                          | 57:46.2                                   | 79    | +8:58.8    |
| индивидуальная гонка | Кароль Домбровский                                            | 4 (0+1+0+3)                          | 56:30.1                                   | 71    | +7:42.7    |
| индивидуальная гонка | Томас Каукенас                                                | 5 (1+0+2+2)                          | 56:30.0                                   | 70    | +7:42.6    |
| индивидуальная гонка | Витаутас Строля                                               | 1 (0+0+0+1)                          | 52:10.4                                   | 21    | +3:23.0    |
| эстафета 4×7,5 км    | Томас Каукенас Витаутас Строля Кароль Домбровский Линас Банис | 0+11 0+2 0+0 0+0 0+3 0+0 0+1 0+3 0+2 | 1:25:37.8 21:10.3 21:11.6 21:25.9 21:50.0 | 14    | +5:47.6    |

Женщины
| Соревнование         | Спортсмены           | Стрельба    | Время   | Место | Отставание |
| -------------------- | -------------------- | ----------- | ------- | ----- | ---------- |
| спринт               | Габриэле Лещинскайте | 0 (0+0)     | 23:37.1 | 63    | +2:52.8    |
| индивидуальная гонка | Габриэле Лещинскайте | 4 (1+1+0+2) | 51:39.2 | 61    | +7:26.5    |

### Коньковые виды спорта

#### Фигурное катание
Большинство олимпийских лицензий на Игры 2022 года были распределены по результатам выступления спортсменов в рамках чемпионата мира 2021 года. По его итогам сборная Литвы смогла завоевать одну квоту в танцах на льду, благодаря 15-му месту пары Эллисон Рид и Саулюса Амбрулявичюса. Для того чтобы принять участие в Олимпийских играх, Эллисон Рид нужно было получить литовское гражданство, в котором Президент Литвы отказал. В результате, Литву на Олимпийских играх представит пара Паулина Раманаускайте и Дейвидас Кизала.
| Соревнование  | Спортсмены                            | Короткая программа | Короткая программа | Произвольная программа | Произвольная программа | Всего                 | Всего |
| Соревнование  | Спортсмены                            | Сумма баллов       | Место              | Сумма баллов           | Место                  | Сумма баллов          | Место |
| ------------- | ------------------------------------- | ------------------ | ------------------ | ---------------------- | ---------------------- | --------------------- | ----- |
| танцы на льду | Паулина Раманаускайте Дейвидас Кизала | 58.35              | 23                 | завершили выступления  | завершили выступления  | завершили выступления | -     |

### Лыжные виды спорта

#### Горнолыжный спорт
Квалификация спортсменов для участия в Олимпийских играх осуществлялась на основании специального квалификационного рейтинга FIS по состоянию на 16 января 2022 года. При этом НОК для участия в Олимпийских играх мог выбрать только того спортсмена, который вошёл в топ-500 олимпийского рейтинга в своей дисциплине, и при этом имел определённое количество очков, согласно квалификационной таблице. Страны, не имеющие участников в числе 500 сильнейших спортсменов, могли претендовать только на квоты категории B в технических дисциплинах. По итогам квалификационного отбора сборная Литвы завоевала 2 квоты.
Мужчины
| Соревнование      | Спортсмены      | Скоростной спуск/ 1 спуск | Скоростной спуск/ 1 спуск | Слалом/ 2 спуск | Слалом/ 2 спуск | Всего                | Отставание           | Место |
| Соревнование      | Спортсмены      | Время                     | Место                     | Время           | Место           | Всего                | Отставание           | Место |
| ----------------- | --------------- | ------------------------- | ------------------------- | --------------- | --------------- | -------------------- | -------------------- | ----- |
| гигантский слалом | Андрей Друканов | 1:05.78                   | 20                        | не финишировал  | не финишировал  | завершил выступления | завершил выступления | -     |

Женщины
| Соревнование | Спортсмены       | Скоростной спуск/ 1 спуск | Скоростной спуск/ 1 спуск | Слалом/ 2 спуск       | Слалом/ 2 спуск       | Всего                 | Отставание            | Место |
| Соревнование | Спортсмены       | Время                     | Место                     | Время                 | Место                 | Всего                 | Отставание            | Место |
| ------------ | ---------------- | ------------------------- | ------------------------- | --------------------- | --------------------- | --------------------- | --------------------- | ----- |
| слалом       | Габия Шинкунайте | не финишировала           | не финишировала           | завершила выступления | завершила выступления | завершила выступления | завершила выступления | -     |

#### Лыжные гонки
Квалификация спортсменов для участия в Олимпийских играх осуществлялась на основании специального квалификационного рейтинга FIS по состоянию на 16 января 2022 года. Для получения олимпийской лицензии категории «A» спортсменам необходимо было набрать определённое количество очков, согласно квалификационной таблице. При этом каждый НОК может заявить на Игры 1 мужчину и 1 женщины, если они выполнили квалификационный критерий «B», по которому они смогут принять участие в спринте и гонках на 10 км для женщин или 15 км для мужчин. По итогам квалификационного отбора сборная Литвы завоевала 4 олимпийские лицензии.
Мужчины
Дистанционные гонки
| Соревнование              | Спортсмены       | Результат | Место | Отставание |
| ------------------------- | ---------------- | --------- | ----- | ---------- |
| 15 км классическим стилем | Таутвидас Строля | 46:53.1   | 83    | +8:58.3    |

Спринт
| Соревнование     | Спортсмены                         | Квалификация  | Квалификация  | Четвертьфинал        | Четвертьфинал        | Четвертьфинал        | Полуфинал            | Полуфинал            | Полуфинал            | Финал                 | Финал                 | Итоговое место |
| Соревнование     | Спортсмены                         | Результат     | Место         | Заезд                | Результат            | Место                | Заезд                | Результат            | Место                | Результат             | Место                 | Итоговое место |
| ---------------- | ---------------------------------- | ------------- | ------------- | -------------------- | -------------------- | -------------------- | -------------------- | -------------------- | -------------------- | --------------------- | --------------------- | -------------- |
| спринт           | Модестас Вайчулис                  | 3:01,28       | +16,25        | завершил выступление | завершил выступление | завершил выступление | завершил выступление | завершил выступление | завершил выступление | завершил выступление  | завершил выступление  | 49             |
| спринт           | Таутвидас Строля                   | 3:06,76       | +21,73        | завершил выступление | завершил выступление | завершил выступление | завершил выступление | завершил выступление | завершил выступление | завершил выступление  | завершил выступление  | 68             |
| командный спринт | Модестас Вайчулис Таутвидас Строля | Не проводится | Не проводится | Не проводится        | Не проводится        | Не проводится        | 1                    | 22:17.79             | 12                   | завершили выступление | завершили выступление | 24             |

Женщины
Дистанционные гонки
| Соревнование              | Спортсмены      | Результат | Место | Отставание |
| ------------------------- | --------------- | --------- | ----- | ---------- |
| 10 км классическим стилем | Иева Дайните    | 39:07.4   | 91    | +11:01.1   |
| 10 км классическим стилем | Эгле Савицкайте | 38:26.5   | 89    | +10:20.2   |

Спринт
| Соревнование     | Спортсмены                   | Квалификация  | Квалификация  | Четвертьфинал         | Четвертьфинал         | Четвертьфинал         | Полуфинал             | Полуфинал             | Полуфинал             | Финал                 | Финал                 | Итоговое место |
| Соревнование     | Спортсмены                   | Результат     | Место         | Заезд                 | Результат             | Место                 | Заезд                 | Результат             | Место                 | Результат             | Место                 | Итоговое место |
| ---------------- | ---------------------------- | ------------- | ------------- | --------------------- | --------------------- | --------------------- | --------------------- | --------------------- | --------------------- | --------------------- | --------------------- | -------------- |
| спринт           | Иева Дайните                 | 4:10.99       | +1:01.96      | завершила выступление | завершила выступление | завершила выступление | завершила выступление | завершила выступление | завершила выступление | завершила выступление | завершила выступление | 86             |
| спринт           | Эгле Савицкайте              | 4:03.60       | +54.57        | завершила выступление | завершила выступление | завершила выступление | завершила выступление | завершила выступление | завершила выступление | завершила выступление | завершила выступление | 82             |
| командный спринт | Иева Дайните Эгле Савицкайте | Не проводится | Не проводится | Не проводится         | Не проводится         | Не проводится         | 2                     | LAP                   | 14                    | завершили выступление | завершили выступление | 23             |